# Let’s Dance/Staffel 12
Die zwölfte Staffel der Live-Tanzshow Let’s Dance begann am 15. März 2019 mit der inzwischen als Startschuss etablierten Kennenlernshow und mündete am 14. Juni ins Finale.

## Die Show
Am 16. September 2018 wurde bekannt, dass die Profitänzerin Isabel Edvardsson zu Beginn der Staffel ihre zweijährige Mutterschaftszeit beendet. Mit Nazan Eckes nahm zum ersten Mal eine Kandidatin an der Show teil, die sie zuvor bereits als Moderatorin präsentiert hat, während Kerstin Ott als erste weibliche Teilnehmerin den männlichen Tanzpart übernahm und eine Frau über das Parkett führte. Nach Joana Zimmer in Staffel 5 und Heinrich Popow in Staffel 10 wagte der gehörlose Benjamin Piwko als dritter Prominenter mit Behinderung die Herausforderung, sich gegen seine unbenachteiligten Mitstreiter zu behaupten. Das Training bewältigte er insbesondere, indem er seine Tanzpartnerin genau beobachtete, um ein Gefühl für den Einklang von Takt und Bewegung zu bekommen, den sie ihm vor allem über Körpersprache und Körperkontakt – etwa Atmung und Händedruck –, aber auch durch Blickkontakt oder Lichtsignale zu vermitteln versuchte. Während der Livesendungen war ihm ein Gebärdensprachdolmetscher zur Seite gestellt, der das Juryurteil übersetzte, um die Kommunikation zu erleichtern, und das teilweise spontane Geschehen für ihn nachvollziehbarer machte.
Als besondere Herausforderung gestaltete sich das Team-Battle am 12. April, indem die Musiktitel für die jeweiligen Gruppen erstmals geschlechtsuntypisch ausgewählt wurden. Während die Frauen in die Rollen von Rodeo-Reitern schlüpften, trat Oliver Pocher als „Schulmädchen“ Britney Spears auf. Die gezeigten Darbietungen lehnten sich somit wie in Staffel 9 stark an das zugehörige Musikvideo an.
Die Teamtänze am 10. Mai feierten eine Premiere: Nicht nur die Kandidaten und ihre Profipartner, auch die Juroren traten gegeneinander an, indem sie die Funktion der Teamkapitäne übernahmen. Als solche lag die Auswahl der Musik in ihren Händen, ebenso dachten sie sich die Choreografie dazu aus. Dafür entfiel ihr Stimmrecht bei der Bewertung des eigenen Teams, zumal Motsi Mabuse und Joachim Llambi selbst an der Inszenierung beteiligt waren. Somit konnte jede Formation maximal 20 zusätzliche Punkte erreichen, das Urteil erfolgte im Anschluss aller drei Vorführungen, die jeweils zwei Tanzstile miteinander vereinten. Durch Zufall wählten die Juroren genau die Akteure in ein Team, die sich auf demselben Leistungsniveau befinden, nämlich Pascal Hens und Ella Endlich („Team Motsi“), Barbara Becker, Nazan Eckes und Benjamin Piwko („Team Jorge“) sowie Evelyn Burdecki, Sabrina Mockenhaupt und Oliver Pocher („Team Llambi“).
Schließlich wurden am 31. Mai auch die Trio-Dances neu eingeführt, an denen ein zweiter, bereits ausgeschiedener Gasttänzer beteiligt ist. Während sich der prominente Teilnehmer nicht nur auf einen weiteren Mentor einstellen und mit ihm genauso harmonieren muss, wie er es vom vertrauten Weggefährten gewohnt ist, sondern dabei zusätzlich auch vor den Stolperstein gestellt wird, sich doppelt zu behaupten, um im Gesamtbild bestehen zu können, haben die Profis wiederum zur Aufgabe, das dritte Glied so in Szene zu setzen, um eine spannende Choreografie zu kreieren.
Der Karfreitag 2019 wurde, anders als in den Jahren zuvor, durch das Special Let’s Dance – Die größten Momente aller Zeiten überbrückt, wo in ausgewählten Kategorien auf humorvolle, skurrile und emotionale Highlights zurückgeblickt werden durfte und in Verbindung damit auch der Leidens- und Erfolgsweg ehemaliger Teilnehmer wieder in Erinnerung kam. Im Anschluss daran traten die Profitänzer Massimo Sinató und Christian Polanc in Llambis Tanzduell eine Reise auf die hawaiische Insel Oʻahu an. Unterrichtet von einer Männertanzgruppe, sollten sie dort innerhalb von drei Tagen den traditionellen Volkstanz Hula erlernen und vor einheimischem Publikum aufführen, das Sinató acht und Polanc neun Punkte für ihre Leistungen verlieh. Polanc gewann das Duell schließlich mit zusätzlichen acht Punkten von Juror Joachim Llambi, während Sinató sieben weitere Punkte sammeln konnte.
Zwei Wochen nach dem Finale bekamen einige der Profitänzer in der Sonderausgabe Let’s Dance – Die große Profi-Challenge am 27. Juni die Bühne allein für sich mit der Chance, entweder solo, als Paar oder im Ensemble ihr sportliches und kreatives Können zu zeigen. Den Sieger, der sich als Prämie seinen Tanzpartner für die Folgestaffel selbst auswählen darf, kürte allein das Studiopublikum, während die Jury lediglich kommentierte.
Als Abschluss des Tanzreigens ging das Format zwischen dem 8. und 29. November erstmals auf Livetour. Moderator Daniel Hartwich und die Jury gastierten gemeinsam mit ausgewählten Profitänzern und Prominenten der Jahresstaffel in 16 deutschen Städten und boten Anhängern die Gelegenheit, die Atmosphäre der Liveshows in Konzertarenen zu erleben.

## Kandidaten
| Platz | Kandidat            | Profitänzer       |
| ----- | ------------------- | ----------------- |
| 01    | Pascal Hens         | Ekaterina Leonova |
| 02    | Ella Endlich        | Valentin Lusin    |
| 03    | Benjamin Piwko      | Isabel Edvardsson |
| 04    | Nazan Eckes         | Christian Polanc  |
| 05    | Evelyn Burdecki     | Evgeny Vinokurov  |
| 06    | Barbara Becker      | Massimo Sinató    |
| 07    | Oliver Pocher       | Christina Luft    |
| 08    | Sabrina Mockenhaupt | Erich Klann       |
| 09    | Ulrike Frank        | Robert Beitsch    |
| 10    | Kerstin Ott         | Regina Luca       |
| 11    | Thomas Rath         | Kathrin Menzinger |
| 12    | Lukas Rieger        | Katja Kalugina    |
| 13    | Özcan Coşar         | Marta Arndt       |
| 14    | Jan Hartmann        | Renata Lusin      |

## Tänze
| Show                            | Datum    | Tänze in der Show |
| ------------------------------- | -------- | --- |
| Kennenlernshow                  | 15. Mrz. | Cha-Cha-Cha, Quickstepp, Langsamer Walzer, Wiener Walzer oder Salsa |
| 1. Show                         | 22. Mrz. | Quickstepp, Wiener Walzer, Salsa, Cha-Cha-Cha oder Langsamer Walzer |
| 2. Show – 80er-Jahre-Special    | 29. Mrz. | Jive, Cha-Cha-Cha, Tango, Slowfox, Wiener Walzer, Contemporary Dance oder Rumba                                                                                            |
| 3. Show                         | 5. Apr.  | Jive, Quickstepp, Cha-Cha-Cha, Salsa, Contemporary Dance, Tango, Charleston oder Rumba                                                                                     |
| 4. Show – 90er-Jahre-Special    | 12. Apr. | Tango, Charleston, Rumba, Contemporary Dance, Jive, Langsamer Walzer, Wiener Walzer oder Paso Doble sowie ein Boys-vs.-Girls-Battle                                        |
| 5. Show                         | 26. Apr. | Salsa, Tango, Paso Doble, Samba, Langsamer Walzer, Charleston, Quickstepp oder Rumba                                                                                       |
| 6. Show – Love-Songs-Special    | 3. Mai   | Paso Doble, Charleston, Contemporary Dance, Salsa, Jive, Cha-Cha-Cha oder Tango                                                                                            |
| 7. Show                         | 10. Mai  | Charleston, Samba, Slowfox, Paso Doble, Salsa oder Jive, sowie ein gruppenweise bewerteter Jury-Teamtanz                                                                   |
| 8. Show – TV-Melodien-Special   | 17. Mai  | Jive, Contemporary Dance, Rumba oder Salsa, sowie ein Discofox-Marathon aller sieben Paare                                                                                 |
| 9. Show – Magic-Moments-Special | 24. Mai  | Freestyle-Programme zu einem Magic Moment, sowie Tanzduelle (Bollywood, Streetdance, Flamenco)                                                                             |
| 10. Show                        | 31. Mai  | Einer der noch nicht gezeigten Tänze (Charleston, Samba, Slowfox, Langsamer Walzer, Tango), sowie Trio-Dances (Tango, Charleston, Paso Doble, Samba, Rumba)                |
| 11. Show – Halbfinale           | 7. Jun.  | Zwei der noch nicht gezeigten Tänze (Jive, Cha-Cha-Cha, Paso Doble, Slowfox, Samba, Contemporary Dance), sowie improvisierte Tänze (Tango, Salsa, Rumba, Langsamer Walzer) |
| 12. Show – Finale               | 14. Jun. | Jurytanz, Lieblingstanz sowie ein Freestyle |
| Profi-Challenge                 | 27. Jun. | Freestyle-Programme |

## Ergebnisse
| Paar                               | Platz | Letzter Tanz                  | Auf- takt | 1  | 2  | 3  | 4 1  | 5  | 6  | 7 2   | 8 3   | 9        | 10       | 11          | 12          | ø je Tanz |
| ---------------------------------- | ----- | ----------------------------- | --------- | -- | -- | -- | ---- | -- | -- | ----- | ----- | -------- | -------- | ----------- | ----------- | --------- |
| Pascal Hens & Ekaterina Leonova    | 1     | Tango, Salsa, Freestyle       | 17        | 24 | 23 | 24 | 25+8 | 30 | 30 | 29+20 | 28+3  | 53 28+25 | 54 29+25 | 72 25+21+26 | 90 30+30+30 | 26,26     |
| Ella Endlich & Valentin Lusin      | 2     | Quickstepp, Samba, Freestyle  | 17        | 25 | 29 | 28 | 28+5 | 30 | 30 | 30+20 | 29+8  | 57 29+28 | 60 30+30 | 89 30+30+29 | 90 30+30+30 | 28,53     |
| Benjamin Piwko & Isabel Edvardsson | 3     | Cha-Cha-Cha, Rumba, Freestyle | 19        | 23 | 16 | 21 | 26+8 | 27 | 12 | 16+18 | 20+2  | 60 30+30 | 45 27+18 | 74 22+26+26 | 81 23+28+30 | 23,16     |
| Nazan Eckes & Christian Polanc     | 4     | Jive, Paso Doble, Tango       | 14        | 16 | 18 | 20 | 19+5 | 22 | 27 | 20+18 | 30+4  | 57 29+28 | 52 23+29 | 78 23+29+26 |             | 23,31     |
| Evelyn Burdecki & Evgeny Vinokurov | 5     | Langsamer Walzer, Paso Doble  | 14        | 10 | 13 | 15 | 10+5 | 26 | 19 | 19+16 | 18+1  | 46 22+24 | 39 20+19 |             |             | 17,62     |
| Barbara Becker & Massimo Sinató    | 6     | Freestyle, Streetdance        | 16        | 19 | 20 | 18 | 29+5 | 24 | 22 | 17+18 | 24+10 | 46 23+23 |          |             |             | 21,36     |
| Oliver Pocher & Christina Luft     | 7     | Rumba, Discofox               | 11        | 13 | 15 | 20 | 17+8 | 20 | 13 | 18+16 | 21+6  |          |          |             |             | 16,44     |
| Sabrina Mockenhaupt & Erich Klann  | 8     | Paso Doble                    | 11        | 10 | 11 | 13 | 16+5 | 19 | 12 | 12+16 |       |          |          |             |             | 13,00     |
| Ulrike Frank & Robert Beitsch      | 9     | Contemporary                  | 17        | 14 | 19 | 21 | 28+5 | 25 | 23 |       |       |          |          |             |             | 21,00     |
| Kerstin Ott & Regina Luca          | 10    | Salsa                         | 8         | 12 | 10 | 10 | 7+8  | 7  |    |       |       |          |          |             |             | 09,00     |
| Thomas Rath & Kathrin Menzinger    | 11    | Tango                         | 20        | 21 | 23 | 23 | 23+8 |    |    |       |       |          |          |             |             | 22,00     |
| Lukas Rieger & Katja Kalugina      | 12    | Quickstepp                    | 15        | 19 | 20 | 16 |      |    |    |       |       |          |          |             |             | 17,50     |
| Özcan Coşar & Marta Arndt          | 13    | Jive                          | 15        | 19 | 14 |    |      |    |    |       |       |          |          |             |             | 16,00     |
| Jan Hartmann & Renata Lusin        | 14    | Wiener Walzer                 | 13        | 16 |    |    |      |    |    |       |       |          |          |             |             | 14,50     |

Grüne Zahlen: höchste erreichte Jury-Punktzahl der Show
Rote Zahlen: niedrigste erreichte Jury-Punktzahl der Show
Nach Jury- und Zuschauervoting Letztplatzierte
Durch Direktticket vor Ausscheiden geschützt
* Punkte in Normalgröße: Wertungen in Standardtänzen oder vergleichbaren Tänzen (bilden Durchschnittswert)
* Punkte in Kleinschrift in oberer Zeile: Wertungen für Sondertänze
* Punkte in Kleinschrift in unterer Zeile: Zusammensetzung der Gesamtwertung bei zwei oder mehr Standardtänzen
1 Das Endergebnis setzt sich aus der Wertung für einen Paartanz und der Teamleistung im Battle zusammen.
2 Das Endergebnis setzt sich aus den Wertungen für einen Paartanz und für den Jury-Teamtanz zusammen.
3 Das Endergebnis setzt sich aus der Wertung für einen Paartanz und zusätzlichen 1–10 Punkten für den Discofox-Marathon zusammen.

## Einzelne Tanzwochen
| Promi               | Profi                                              | Tanz             | Musik                                        | Jurypunkte | Jurypunkte | Jurypunkte | Gesamt |
| Promi               | Profi                                              | Tanz             | Musik                                        | Gonzalez   | Mabuse     | Llambi     | Gesamt |
| ------------------- | -------------------------------------------------- | ---------------- | -------------------------------------------- | ---------- | ---------- | ---------- | ------ |
| Evelyn Burdecki     | Christian Polanc, Massimo Sinató, Evgeny Vinokurov | Cha-Cha-Cha      | Kylie Minogue – Can’t Get You Out of My Head | 5          | 5          | 4          | 14     |
| Nazan Eckes         | Christian Polanc, Massimo Sinató, Evgeny Vinokurov | Cha-Cha-Cha      | Kylie Minogue – Can’t Get You Out of My Head | 5          | 5          | 4          | 14     |
| Sabrina Mockenhaupt | Christian Polanc, Massimo Sinató, Evgeny Vinokurov | Cha-Cha-Cha      | Kylie Minogue – Can’t Get You Out of My Head | 4          | 4          | 3          | 11     |
| Ulrike Frank        | Erich Klann, Robert Beitsch, Valentin Lusin        | Quickstepp       | Wir sind Helden – Gekommen um zu bleiben     | 6          | 6          | 5          | 17     |
| Barbara Becker      | Erich Klann, Robert Beitsch, Valentin Lusin        | Quickstepp       | Wir sind Helden – Gekommen um zu bleiben     | 6          | 6          | 4          | 16     |
| Ella Endlich        | Erich Klann, Robert Beitsch, Valentin Lusin        | Quickstepp       | Wir sind Helden – Gekommen um zu bleiben     | 6          | 6          | 5          | 17     |
| Kerstin Ott         | Kathrin Menzinger, Isabel Edvardsson               | Langsamer Walzer | Yiruma – River Flows in You                  | 3          | 3          | 2          | 8      |
| Jan Hartmann        | Kathrin Menzinger, Isabel Edvardsson               | Langsamer Walzer | Yiruma – River Flows in You                  | 4          | 5          | 4          | 13     |
| Benjamin Piwko      | Katja Kalugina, Ekaterina Leonova, Regina Luca     | Wiener Walzer    | Seal – It’s a Man’s Man’s Man’s World        | 7          | 7          | 5          | 19     |
| Thomas Rath         | Katja Kalugina, Ekaterina Leonova, Regina Luca     | Wiener Walzer    | Seal – It’s a Man’s Man’s Man’s World        | 7          | 7          | 6          | 20     |
| Pascal Hens         | Katja Kalugina, Ekaterina Leonova, Regina Luca     | Wiener Walzer    | Seal – It’s a Man’s Man’s Man’s World        | 7          | 7          | 3          | 17     |
| Lukas Rieger        | Renata Lusin, Christina Luft, Marta Arndt          | Salsa            | Lucenzo & Don Omar – Danza kuduro            | 4          | 5          | 6          | 15     |
| Oliver Pocher       | Renata Lusin, Christina Luft, Marta Arndt          | Salsa            | Lucenzo & Don Omar – Danza kuduro            | 3          | 4          | 4          | 11     |
| Özcan Coşar         | Renata Lusin, Christina Luft, Marta Arndt          | Salsa            | Lucenzo & Don Omar – Danza kuduro            | 4          | 5          | 6          | 15     |

| Tanzpaar                           | Tanz             | Musik                                                        | Jurypunkte | Jurypunkte | Jurypunkte | Gesamt |
| Tanzpaar                           | Tanz             | Musik                                                        | Gonzalez   | Mabuse     | Llambi     | Gesamt |
| ---------------------------------- | ---------------- | ------------------------------------------------------------ | ---------- | ---------- | ---------- | ------ |
| Ulrike Frank & Robert Beitsch      | Quickstepp       | Debbie Reynolds, Gene Kelly & Donald O’Connor – Good Morning | 6          | 5          | 3          | 14     |
| Thomas Rath & Kathrin Menzinger    | Wiener Walzer    | Udo Jürgens – Merci, Chérie                                  | 8          | 7          | 6          | 21     |
| Özcan Coşar & Marta Arndt          | Salsa            | Gipsy Kings – Baila me                                       | 6          | 6          | 7          | 19     |
| Evelyn Burdecki & Evgeny Vinokurov | Cha-Cha-Cha      | HUGEL feat. Amber Van Day – WTF                              | 4          | 4          | 2          | 10     |
| Lukas Rieger & Katja Kalugina      | Salsa            | Pitbull feat. John Ryan – Fireball                           | 6          | 7          | 6          | 19     |
| Ella Endlich & Valentin Lusin      | Quickstepp       | KT Tunstall – Black Horse and the Cherry Tree                | 9          | 8          | 8          | 25     |
| Sabrina Mockenhaupt & Erich Klann  | Cha-Cha-Cha      | Whitney Houston – I Wanna Dance with Somebody (Who Loves Me) | 4          | 4          | 2          | 10     |
| Kerstin Ott & Regina Luca          | Langsamer Walzer | Cyndi Lauper – True Colors                                   | 5          | 4          | 3          | 12     |
| Oliver Pocher & Christina Luft     | Salsa            | Pietro Lombardi – Phänomenal                                 | 5          | 4          | 4          | 13     |
| Barbara Becker & Massimo Sinató    | Quickstepp       | Pharrell Williams – Freedom                                  | 8          | 6          | 5          | 19     |
| Jan Hartmann & Renata Lusin        | Wiener Walzer    | Blue – Breathe Easy                                          | 6          | 5          | 5          | 16     |
| Nazan Eckes & Christian Polanc     | Cha-Cha-Cha      | Calvin Harris & DISCIPLΞS – How Deep Is Your Love            | 6          | 6          | 4          | 16     |
| Pascal Hens & Ekaterina Leonova    | Wiener Walzer    | Goo Goo Dolls – Iris                                         | 9          | 8          | 7          | 24     |
| Benjamin Piwko & Isabel Edvardsson | Langsamer Walzer | Audrey Hepburn – Moon River                                  | 8          | 8          | 7          | 23     |

| Tanzpaar                           | Tanz            | Musik                                                  | Jurypunkte | Jurypunkte | Jurypunkte | Gesamt |
| Tanzpaar                           | Tanz            | Musik                                                  | Gonzalez   | Mabuse     | Llambi     | Gesamt |
| ---------------------------------- | --------------- | ------------------------------------------------------ | ---------- | ---------- | ---------- | ------ |
| Özcan Coşar & Marta Arndt          | Jive            | Kenny Loggins – Footloose                              | 5          | 5          | 4          | 14     |
| Thomas Rath & Kathrin Menzinger    | Cha-Cha-Cha     | ABBA – Super Trouper                                   | 8          | 8          | 7          | 23     |
| Pascal Hens & Ekaterina Leonova    | Tango Argentino | Spandau Ballet – Gold                                  | 9          | 8          | 6          | 23     |
| Sabrina Mockenhaupt & Erich Klann  | Tango           | Rick James – Super Freak                               | 5          | 4          | 2          | 11     |
| Barbara Becker & Massimo Sinató    | Cha-Cha-Cha     | Rufus & Chaka Khan – Ain’t Nobody                      | 7          | 8          | 5          | 20     |
| Kerstin Ott & Regina Luca          | Cha-Cha-Cha     | Gloria Gaynor – I Am What I Am                         | 4          | 4          | 2          | 10     |
| Evelyn Burdecki & Evgeny Vinokurov | Slowfox         | Madonna – Material Girl                                | 5          | 4          | 4          | 13     |
| Nazan Eckes & Christian Polanc     | Wiener Walzer   | Elton John – I Guess That’s Why They Call It the Blues | 7          | 7          | 4          | 18     |
| Lukas Rieger & Katja Kalugina      | Contemporary    | Herbert Grönemeyer – Halt mich                         | 7          | 7          | 6          | 20     |
| Oliver Pocher & Christina Luft     | Tango           | Ray Parker Jr. – Ghostbusters                          | 6          | 5          | 4          | 15     |
| Benjamin Piwko & Isabel Edvardsson | Cha-Cha-Cha     | The Jackson Five – Can You Feel It                     | 6          | 6          | 4          | 16     |
| Ulrike Frank & Robert Beitsch      | Rumba           | Barbra Streisand – Woman in Love                       | 7          | 7          | 5          | 19     |
| Ella Endlich & Valentin Lusin      | Contemporary    | Kate Bush – Running Up That Hill (A Deal with God)     | 10         | 10         | 9          | 29     |

| Tanzpaar                           | Tanz         | Musik                                           | Jurypunkte | Jurypunkte | Jurypunkte | Gesamt |
| Tanzpaar                           | Tanz         | Musik                                           | Gonzalez   | Mabuse     | Llambi     | Gesamt |
| ---------------------------------- | ------------ | ----------------------------------------------- | ---------- | ---------- | ---------- | ------ |
| Thomas Rath & Kathrin Menzinger    | Jive         | Billy Joel – Tell Her About It                  | 8          | 7          | 8          | 23     |
| Lukas Rieger & Katja Kalugina      | Quickstepp   | AnnenMayKantereit – Pocahontas                  | 6          | 6          | 4          | 16     |
| Pascal Hens & Ekaterina Leonova    | Cha-Cha-Cha  | Die Fantastischen Vier feat. Clueso – Zusammen  | 8          | 9          | 7          | 24     |
| Sabrina Mockenhaupt & Erich Klann  | Salsa        | Gibson Brothers – Cuba                          | 5          | 5          | 3          | 13     |
| Nazan Eckes & Christian Polanc     | Quickstepp   | Sasha – Lucky Day                               | 8          | 8          | 4          | 20     |
| Evelyn Burdecki & Evgeny Vinokurov | Contemporary | Alicia Keys – Fallin’                           | 6          | 5          | 4          | 15     |
| Ulrike Frank & Robert Beitsch      | Tango        | Carol Haney – Hernando’s Hideaway               | 8          | 8          | 5          | 21     |
| Kerstin Ott & Regina Luca          | Tango        | Avicii feat. Audra Mae – Addicted to You        | 4          | 4          | 2          | 10     |
| Oliver Pocher & Christina Luft     | Charleston   | LunchMoney Lewis – Bills                        | 7          | 7          | 6          | 20     |
| Ella Endlich & Valentin Lusin      | Salsa        | Elvis Crespo – Tu sonrisa                       | 9          | 9          | 10         | 28     |
| Barbara Becker & Massimo Sinató    | Rumba        | Roberta Flack – Killing Me Softly with His Song | 7          | 6          | 5          | 18     |
| Benjamin Piwko & Isabel Edvardsson | Quickstepp   | Fred Astaire – Puttin’ on the Ritz              | 7          | 8          | 6          | 21     |

| Tanzpaar                           | Tanz             | Musik                                          | Jurypunkte | Jurypunkte | Jurypunkte | Gesamt |
| Tanzpaar                           | Tanz             | Musik                                          | Gonzalez   | Mabuse     | Llambi     | Gesamt |
| ---------------------------------- | ---------------- | ---------------------------------------------- | ---------- | ---------- | ---------- | ------ |
| Thomas Rath & Kathrin Menzinger    | Tango            | Army of Lovers – Crucified                     | 8          | 8          | 7          | 23     |
| Kerstin Ott & Regina Luca          | Charleston       | Scatman John – Scatman (Ski-Ba-Bop-Ba-Dop-Bop) | 3          | 3          | 1          | 7      |
| Nazan Eckes & Christian Polanc     | Rumba            | Céline Dion – All by Myself                    | 7          | 7          | 5          | 19     |
| Sabrina Mockenhaupt & Erich Klann  | Contemporary     | Natalie Imbruglia – Torn                       | 6          | 6          | 4          | 16     |
| Barbara Becker & Massimo Sinató    | Tango            | R.E.M. – Losing My Religion                    | 10         | 10         | 9          | 29     |
| Evelyn Burdecki & Evgeny Vinokurov | Jive             | Blümchen – Herz an Herz                        | 4          | 4          | 2          | 10     |
| Pascal Hens & Ekaterina Leonova    | Rumba            | Joshua Kadison – Jessie                        | 9          | 9          | 7          | 25     |
| Ulrike Frank & Robert Beitsch      | Langsamer Walzer | Eric Clapton – Tears in Heaven                 | 10         | 9          | 9          | 28     |
| Oliver Pocher & Christina Luft     | Contemporary     | Scorpions – Wind of Change                     | 6          | 6          | 5          | 17     |
| Ella Endlich & Valentin Lusin      | Wiener Walzer    | Pe Werner – Kribbeln im Bauch                  | 9          | 9          | 10         | 28     |
| Benjamin Piwko & Isabel Edvardsson | Paso Doble       | Depeche Mode – Enjoy the Silence               | 9          | 9          | 8          | 26     |
|                                    |                  |                                                |            |            |            |        |
| Team Girls                         | Freestyle        | Ginuwine – Pony                                | 5          | 5          | 5          | 5      |
| Team Boys                          | Freestyle        | Britney Spears – …Baby One More Time           | 8          | 8          | 8          | 8      |

| Tanzpaar                           | Tanz             | Musik                                                    | Jurypunkte | Jurypunkte | Jurypunkte | Gesamt |
| Tanzpaar                           | Tanz             | Musik                                                    | Gonzalez   | Mabuse     | Llambi     | Gesamt |
| ---------------------------------- | ---------------- | -------------------------------------------------------- | ---------- | ---------- | ---------- | ------ |
| Nazan Eckes & Christian Polanc     | Salsa            | Belle Pérez – Timbale                                    | 8          | 8          | 6          | 22     |
| Evelyn Burdecki & Evgeny Vinokurov | Tango            | Rihanna – Don’t Stop the Music                           | 9          | 9          | 8          | 26     |
| Ulrike Frank & Robert Beitsch      | Paso Doble       | Héroes del Silencio – Entre dos tierras                  | 9          | 9          | 7          | 25     |
| Kerstin Ott & Regina Luca          | Salsa            | Gipsy Kings – Vamos a bailar                             | 3          | 3          | 1          | 7      |
| Ella Endlich & Valentin Lusin      | Samba            | DJ Snake feat. Selena Gomez, Ozuna & Cardi B – Taki taki | 10         | 10         | 10         | 30     |
| Sabrina Mockenhaupt & Erich Klann  | Langsamer Walzer | Elton John – Can You Feel the Love Tonight               | 7          | 7          | 5          | 19     |
| Barbara Becker & Massimo Sinató    | Charleston       | Deorro feat. Elvis Crespo – Bailar                       | 9          | 8          | 7          | 24     |
| Pascal Hens & Ekaterina Leonova    | Quickstepp       | Höhner – Wenn nicht jetzt, wann dann?                    | 10         | 10         | 10         | 30     |
| Oliver Pocher & Christina Luft     | Paso Doble       | Queen – Bohemian Rhapsody                                | 7          | 7          | 6          | 20     |
| Benjamin Piwko & Isabel Edvardsson | Rumba            | Lady GaGa & Bradley Cooper – Shallow                     | 10         | 9          | 8          | 27     |

| Tanzpaar                           | Tanz         | Musik                                                                               | Jurypunkte | Jurypunkte | Jurypunkte | Gesamt |
| Tanzpaar                           | Tanz         | Musik                                                                               | Gonzalez   | Mabuse     | Llambi     | Gesamt |
| ---------------------------------- | ------------ | ----------------------------------------------------------------------------------- | ---------- | ---------- | ---------- | ------ |
| Barbara Becker & Massimo Sinató    | Paso Doble   | Florence + the Machine – You’ve Got the Love                                        | 9          | 8          | 5          | 22     |
| Nazan Eckes & Christian Polanc     | Charleston   | Art Landry & His Orchestra – Five Foot Two, Eyes of Blue (Has Anybody Seen My Gal?) | 10         | 9          | 8          | 27     |
| Ulrike Frank & Robert Beitsch      | Contemporary | LYO – Sailing (Cover)                                                               | 8          | 7          | 8          | 23     |
| Evelyn Burdecki & Evgeny Vinokurov | Salsa        | Jerry Rivera – Amores como el nuestro                                               | 7          | 7          | 5          | 19     |
| Sabrina Mockenhaupt & Erich Klann  | Jive         | Stevie Wonder – Part-Time Lover                                                     | 5          | 5          | 2          | 12     |
| Pascal Hens & Ekaterina Leonova    | Contemporary | Calum Scott – You Are the Reason                                                    | 10         | 10         | 10         | 30     |
| Benjamin Piwko & Isabel Edvardsson | Jive         | No Doubt – Don’t Speak                                                              | 5          | 5          | 2          | 12     |
| Oliver Pocher & Christina Luft     | Cha-Cha-Cha  | Take That feat. Lulu – Relight My Fire                                              | 5          | 5          | 3          | 13     |
| Ella Endlich & Valentin Lusin      | Tango        | Jacob Gade – Jalousie (Tango tzigane)                                               | 10         | 10         | 10         | 30     |

| Tanzpaar                                                          | Tanz                | Musik                                                                     | Jurypunkte | Jurypunkte | Jurypunkte | Gesamt |
| Tanzpaar                                                          | Tanz                | Musik                                                                     | Gonzalez   | Mabuse     | Llambi     | Gesamt |
| ----------------------------------------------------------------- | ------------------- | ------------------------------------------------------------------------- | ---------- | ---------- | ---------- | ------ |
| Evelyn Burdecki & Evgeny Vinokurov                                | Charleston          | Lady GaGa – Bad Romance                                                   | 6          | 6          | 7          | 19     |
| Barbara Becker & Massimo Sinató                                   | Samba               | Nicky Jam & J Balvin – X                                                  | 6          | 6          | 5          | 17     |
| Nazan Eckes & Christian Polanc                                    | Slowfox             | Dinah Washington – What a Diff’rence a Day Makes                          | 7          | 8          | 5          | 20     |
| Sabrina Mockenhaupt & Erich Klann                                 | Paso Doble          | Manolo Escobar – Y viva España                                            | 5          | 5          | 2          | 12     |
| Pascal Hens & Ekaterina Leonova                                   | Salsa               | Marc Anthony – Valió la pena                                              | 9          | 10         | 10         | 29     |
| Ella Endlich & Valentin Lusin                                     | Slowfox             | Namika – Lieblingsmensch                                                  | 10         | 10         | 10         | 30     |
| Oliver Pocher & Christina Luft                                    | Jive                | Chuck Berry – You Never Can Tell                                          | 6          | 6          | 6          | 18     |
| Benjamin Piwko & Isabel Edvardsson                                | Charleston          | Ron Goodwin – Those Magnificent Men in their Flying Machines (Main Title) | 6          | 6          | 4          | 16     |
|                                                                   |                     |                                                                           |            |            |            |        |
| Team Motsi (Ella Endlich, Pascal Hens)                            | Paso Doble & Rumba  | Coolio feat. L.V. – Gangsta’s Paradise                                    | 10         | –          | 10         | 20     |
| Team Jorge (Barbara Becker, Benjamin Piwko, Nazan Eckes)          | Salsa & Cha-Cha-Cha | Celia Cruz & Johnny Pacheco – Quimbara                                    | –          | 9          | 9          | 18     |
| Team Llambi (Evelyn Burdecki, Oliver Pocher, Sabrina Mockenhaupt) | Cha-Cha-Cha & Rumba | Village People – Y.M.C.A.                                                 | 8          | 8          | –          | 16     |

| Tanzpaar                           | Tanz         | Musik | Jurypunkte            | Jurypunkte            | Jurypunkte            | Gesamt                |
| Tanzpaar                           | Tanz         | Musik | Gonzalez              | Mabuse                | Llambi                | Gesamt                |
| ---------------------------------- | ------------ | --- | --------------------- | --------------------- | --------------------- | --------------------- |
| Ella Endlich & Valentin Lusin      | Jive         | The Beach Boys – Surfin’ U.S.A. (aus diversen Filmen) | 10                    | 9                     | 10                    | 29                    |
| Barbara Becker & Massimo Sinató    | Contemporary | Gloria Gaynor – I Will Survive (aus diversen Filmen) | 9                     | 8                     | 7                     | 24                    |
| Evelyn Burdecki & Evgeny Vinokurov | Rumba        | Faith Hill – There You’ll Be (aus Pearl Harbor) | 6                     | 6                     | 6                     | 18                    |
| Benjamin Piwko & Isabel Edvardsson | Salsa        | Michael Lloyd & Le Disc – De todo un poco (aus Dirty Dancing) | 7                     | 7                     | 6                     | 20                    |
| Nazan Eckes & Christian Polanc     | Contemporary | Ben E. King – Stand by Me (aus Stand by Me – Das Geheimnis eines Sommers) | 10                    | 10                    | 10                    | 30                    |
| Oliver Pocher & Christina Luft     | Rumba        | Shirley Bassey – Goldfinger (aus James Bond 007 – Goldfinger) | 7                     | 7                     | 7                     | 21                    |
| Pascal Hens & Ekaterina Leonova    | Jive         | Jeff Pescetto – DuckTales Theme (aus DuckTales – Neues aus Entenhausen) | 10                    | 10                    | 8                     | 28                    |
|                                    |              | |                       |                       |                       |                       |
| alle Paare                         | Discofox     | Medley: Menderes Bağcı – Schakalaka Eyo • Thomas Anders feat. Florian Silbereisen – Sie sagte doch sie liebt mich • Mickie Krause – Reiss die Hütte ab! • Michelle & Matthias Reim – Nicht verdient • DJ Herzbeat feat. SARAH – Weekend • Almklausi & Specktakel – Mama Laudaaa • Die Draufgänger – Cordula Grün | vgl. Ergebnis-Tabelle | vgl. Ergebnis-Tabelle | vgl. Ergebnis-Tabelle | vgl. Ergebnis-Tabelle |

| Tanzpaar                           | Tanz        | Musik                                         | Jurypunkte | Jurypunkte | Jurypunkte | Gesamt |
| Tanzpaar                           | Tanz        | Musik                                         | Gonzalez   | Mabuse     | Llambi     | Gesamt |
| ---------------------------------- | ----------- | --------------------------------------------- | ---------- | ---------- | ---------- | ------ |
| Nazan Eckes & Christian Polanc     | Freestyle   | The White Stripes – Seven Nation Army         | 10         | 10         | 9          | 29     |
| Barbara Becker & Massimo Sinató    | Freestyle   | Sheku Kanneh-Mason – No Woman, No Cry (Cover) | 9          | 8          | 6          | 23     |
| Evelyn Burdecki & Evgeny Vinokurov | Freestyle   | Xavier Naidoo – Wo willst Du hin?             | 8          | 8          | 6          | 22     |
| Ella Endlich & Valentin Lusin      | Freestyle   | Peter Gabriel & Kate Bush – Don’t Give Up     | 10         | 10         | 9          | 29     |
| Pascal Hens & Ekaterina Leonova    | Freestyle   | Ludovico Einaudi – Una mattina                | 9          | 10         | 9          | 28     |
| Benjamin Piwko & Isabel Edvardsson | Freestyle   | The Righteous Brothers – Unchained Melody     | 10         | 10         | 10         | 30     |
| Tanz-Duelle                        |             |                                               |            |            |            |        |
| Ella Endlich & Valentin Lusin      | Bollywood   | Panjabi MC – Jatt ho giya sharabee            | 10         | 9          | 9          | 28     |
| Nazan Eckes & Christian Polanc     | Bollywood   | Panjabi MC – Jatt ho giya sharabee            | 10         | 9          | 9          | 28     |
| Barbara Becker & Massimo Sinató    | Streetdance | Jason Derulo feat. 2 Chainz – Talk Dirty      | 8          | 8          | 7          | 23     |
| Evelyn Burdecki & Evgeny Vinokurov | Streetdance | Jason Derulo feat. 2 Chainz – Talk Dirty      | 8          | 8          | 8          | 24     |
| Benjamin Piwko & Isabel Edvardsson | Flamenco    | Manuel El Chachi – Lel-lere-bay-bay           | 10         | 10         | 10         | 30     |
| Pascal Hens & Ekaterina Leonova    | Flamenco    | Manuel El Chachi – Lel-lere-bay-bay           | 9          | 9          | 7          | 25     |

| Tanzpaar                           | Tanz                                 | Musik                                                              | Jurypunkte | Jurypunkte | Jurypunkte | Gesamt |
| Tanzpaar                           | Tanz                                 | Musik                                                              | Gonzalez   | Mabuse     | Llambi     | Gesamt |
| ---------------------------------- | ------------------------------------ | ------------------------------------------------------------------ | ---------- | ---------- | ---------- | ------ |
| Ella Endlich & Valentin Lusin      | Charleston                           | Julie Andrews & Dick Van Dyke – Supercalifragilisticexpialidocious | 10         | 10         | 10         | 30     |
| Ella Endlich & Valentin Lusin      | Rumba (mit Renata Lusin)             | Adele – Lovesong                                                   | 10         | 10         | 10         | 30     |
| Nazan Eckes & Christian Polanc     | Samba                                | Sertab Erener – Everyway That I Can                                | 8          | 8          | 7          | 23     |
| Nazan Eckes & Christian Polanc     | Tango Argentino (mit Massimo Sinató) | Carlos Gardel – A media luz                                        | 10         | 10         | 9          | 29     |
| Pascal Hens & Ekaterina Leonova    | Slowfox                              | Robbie Williams – Go Gentle                                        | 10         | 10         | 9          | 29     |
| Pascal Hens & Ekaterina Leonova    | Charleston (mit Marta Arndt)         | Julius Fučík – Entry of the Gladiators                             | 9          | 8          | 8          | 25     |
| Evelyn Burdecki & Evgeny Vinokurov | Langsamer Walzer                     | Mariah Carey – Without You                                         | 7          | 7          | 6          | 20     |
| Evelyn Burdecki & Evgeny Vinokurov | Paso Doble (mit Robert Beitsch)      | En Vogue – Free Your Mind                                          | 6          | 7          | 6          | 19     |
| Benjamin Piwko & Isabel Edvardsson | Tango                                | Gotan Project – Diferente                                          | 9          | 9          | 9          | 27     |
| Benjamin Piwko & Isabel Edvardsson | Samba (mit Regina Luca)              | Antônio Carlos Jobim – Brazil                                      | 6          | 7          | 5          | 18     |

| Tanzpaar                           | Tanz                             | Musik                                             | Jurypunkte | Jurypunkte | Jurypunkte | Gesamt |
| Tanzpaar                           | Tanz                             | Musik                                             | Gonzalez   | Mabuse     | Llambi     | Gesamt |
| ---------------------------------- | -------------------------------- | ------------------------------------------------- | ---------- | ---------- | ---------- | ------ |
| Nazan Eckes & Christian Polanc     | Jive                             | The Baseballs – Follow Me (Cover)                 | 8          | 8          | 7          | 23     |
| Nazan Eckes & Christian Polanc     | Paso Doble                       | Ernesto Lecuona – Malagueña                       | 10         | 10         | 9          | 29     |
| Nazan Eckes & Christian Polanc     | Tango (Improvisation)            | The Pussycat Dolls – Sway                         | 9          | 9          | 8          | 26     |
| Ella Endlich & Valentin Lusin      | Cha-Cha-Cha                      | Loud Luxury feat. brando – Body                   | 10         | 10         | 10         | 30     |
| Ella Endlich & Valentin Lusin      | Paso Doble                       | bond – Explosive                                  | 10         | 10         | 10         | 30     |
| Ella Endlich & Valentin Lusin      | Salsa (Improvisation)            | María Conchita Alonso – Noche de copas            | 10         | 10         | 9          | 29     |
| Pascal Hens & Ekaterina Leonova    | Paso Doble                       | Pink Floyd – Another Brick in the Wall (Part II)  | 8          | 9          | 8          | 25     |
| Pascal Hens & Ekaterina Leonova    | Samba                            | Daddy Yankee feat. Snow – Con calma               | 7          | 8          | 6          | 21     |
| Pascal Hens & Ekaterina Leonova    | Rumba (Improvisation)            | Tracy Chapman – Baby Can I Hold You               | 9          | 9          | 8          | 26     |
| Benjamin Piwko & Isabel Edvardsson | Slowfox                          | Nirvana – Smells Like Teen Spirit                 | 8          | 8          | 6          | 22     |
| Benjamin Piwko & Isabel Edvardsson | Contemporary                     | Herbert Grönemeyer – Musik nur, wenn sie laut ist | 9          | 9          | 8          | 26     |
| Benjamin Piwko & Isabel Edvardsson | Langsamer Walzer (Improvisation) | Simply Red – If You Don’t Know Me by Now          | 9          | 9          | 8          | 26     |

| Tanzpaar                           | Tanz        | Musik | Jurypunkte | Jurypunkte | Jurypunkte | Gesamt |
| Tanzpaar                           | Tanz        | Musik | Gonzalez   | Mabuse     | Llambi     | Gesamt |
| ---------------------------------- | ----------- | --- | ---------- | ---------- | ---------- | ------ |
| Benjamin Piwko & Isabel Edvardsson | Cha-Cha-Cha | DNCE – Cake by the Ocean | 8          | 8          | 7          | 23     |
| Benjamin Piwko & Isabel Edvardsson | Rumba       | Lady GaGa & Bradley Cooper – Shallow | 10         | 9          | 9          | 28     |
| Benjamin Piwko & Isabel Edvardsson | Freestyle   | Medley aus Game of Thrones | 10         | 10         | 10         | 30     |
| Ella Endlich & Valentin Lusin      | Quickstepp  | Frank Sinatra – The Lady Is a Tramp | 10         | 10         | 10         | 30     |
| Ella Endlich & Valentin Lusin      | Samba       | DJ Snake feat. Selena Gomez, Ozuna & Cardi B – Taki taki | 10         | 10         | 10         | 30     |
| Ella Endlich & Valentin Lusin      | Freestyle   | Medley aus Kill Bill | 10         | 10         | 10         | 30     |
| Pascal Hens & Ekaterina Leonova    | Tango       | Carlos Gardel – Por una cabeza | 10         | 10         | 10         | 30     |
| Pascal Hens & Ekaterina Leonova    | Salsa       | Marc Anthony – Valió la pena | 10         | 10         | 10         | 30     |
| Pascal Hens & Ekaterina Leonova    | Freestyle   | Medley aus Madagascar: Bee Gees – Stayin’ Alive • The Ventures – Hawaii Five-O • Louis Armstrong – What a Wonderful World • Erick Morillo – I Like to Move It | 10         | 10         | 10         | 30     |

| Tanzpaar                                        | Tanz            | Musik                                                                                     |
| ----------------------------------------------- | --------------- | ----------------------------------------------------------------------------------------- |
| Renata & Valentin Lusin                         | Freestyle       | John Miles – Music                                                                        |
| Christina Luft mit Akrobatinnen                 | Freestyle       | Medley: Destiny’s Child – Survivor (2WEI Remix) • Meghan Trainor – Me Too                 |
| Regina & Sergiu Luca mit Juniortanzpaaren       | Freestyle       | John Paul Young – Love Is in the Air                                                      |
| Ekaterina Leonova & Massimo Sinató              | Tango Argentino | Milva – La cumparsita                                                                     |
| Kathrin Menzinger & Vadim Garbuzov              | Freestyle       | Medley aus A Star Is Born (Shallow • I’ll Never Love Again • Always Remember Us This Way) |
| Robert Beitsch & Anastasia Bodnar mit Ensemble  | Freestyle       | will.i.am feat. Shelby Spalione – Bang Bang                                               |
| Marta Arndt, Evgeny Vinokurov & Evgenij Voznyuk | Freestyle       | Medley: Jan A. P. Kaczmarek – Unfaithful • Zack Hemsey – The Way                          |
| Christian Polanc mit Tänzern                    | Freestyle       | Rag ’n’ Bone Man – Human                                                                  |
| Katja Kalugina & Andrzej Cibis mit Ensemble     | Freestyle       | Jeanette Biedermann – Amazing Grace                                                       |
| Oana Nechiti & Erich Klann mit Diana Nechiti    | Freestyle       | Medley: Astor Piazzolla – Oblivion • Jessie J – Who You Are                               |
|                                                 |                 | Ergebnis                                                                                  |

## Tanztabelle
| Paar               | Kennenlern- show | Show 1           | Show 2          | Show 3         | Show 4           | Show 4                            | Show 5           | Show 6         | Show 7     | Show 7                  | Show 8         | Show 8            | Show 9    | Show 9      | Show 10          | Show 10                              | Show 11     | Show 11        | Show 11                          | Show 12          | Show 12          | Show 12          |
| ------------------ | ---------------- | ---------------- | --------------- | -------------- | ---------------- | --------------------------------- | ---------------- | -------------- | ---------- | ----------------------- | -------------- | ----------------- | --------- | ----------- | ---------------- | ------------------------------------ | ----------- | -------------- | -------------------------------- | ---------------- | ---------------- | ---------------- |
| Pascal & Ekaterina | Wiener Walzer    | Wiener Walzer    | Tango Argentino | Cha-Cha-Cha    | Rumba            | Freestyle (Boys-vs.-Girls-Battle) | Quickstepp       | Contem- porary | Salsa      | Freestyle (Team Motsi)  | Jive           | Discofox-Marathon | Freestyle | Flamenco    | Slowfox          | Charleston (mit Marta Arndt)         | Paso Doble  | Samba          | Rumba (Improvisation)            | Tango            | Salsa            | Freestyle        |
| Ella & Valentin    | Quickstepp       | Quickstepp       | Contem- porary  | Salsa          | Wiener Walzer    | Freestyle (Boys-vs.-Girls-Battle) | Samba            | Tango          | Slowfox    | Freestyle (Team Motsi)  | Jive           | Discofox-Marathon | Freestyle | Bollywood   | Charleston       | Rumba (mit Renata Lusin)             | Cha-Cha-Cha | Paso Doble     | Salsa (Improvisation)            | Quickstepp       | Samba            | Freestyle        |
| Benjamin & Isabel  | Wiener Walzer    | Langsamer Walzer | Cha-Cha-Cha     | Quickstepp     | Paso Doble       | Freestyle (Boys-vs.-Girls-Battle) | Rumba            | Jive           | Charleston | Freestyle (Team Jorge)  | Salsa          | Discofox-Marathon | Freestyle | Flamenco    | Tango            | Samba (mit Regina Luca)              | Slowfox     | Contem- porary | Langsamer Walzer (Improvisation) | Cha-Cha-Cha      | Rumba            | Freestyle        |
| Nazan & Christian  | Cha-Cha-Cha      | Cha-Cha-Cha      | Wiener Walzer   | Quickstepp     | Rumba            | Freestyle (Boys-vs.-Girls-Battle) | Salsa            | Charleston     | Slowfox    | Freestyle (Team Jorge)  | Contem- porary | Discofox-Marathon | Freestyle | Bollywood   | Samba            | Tango Argentino (mit Massimo Sinató) | Jive        | Paso Doble     | Tango (Improvisation)            | Paso Doble       | Paso Doble       | Paso Doble       |
| Evelyn & Evgeny    | Cha-Cha-Cha      | Cha-Cha-Cha      | Slowfox         | Contem- porary | Jive             | Freestyle (Boys-vs.-Girls-Battle) | Tango            | Salsa          | Charleston | Freestyle (Team Llambi) | Rumba          | Discofox-Marathon | Freestyle | Streetdance | Langsamer Walzer | Paso Doble (mit Robert Beitsch)      |             |                |                                  | Tango            | Tango            | Tango            |
| Barbara & Massimo  | Quickstepp       | Quickstepp       | Cha-Cha-Cha     | Rumba          | Tango            | Freestyle (Boys-vs.-Girls-Battle) | Charleston       | Paso Doble     | Samba      | Freestyle (Team Jorge)  | Contem- porary | Discofox-Marathon | Freestyle | Streetdance |                  |                                      |             |                |                                  | Tango            | Tango            | Tango            |
| Oliver & Christina | Salsa            | Salsa            | Tango           | Charleston     | Contem- porary   | Freestyle (Boys-vs.-Girls-Battle) | Paso Doble       | Cha-Cha-Cha    | Jive       | Freestyle (Team Llambi) | Rumba          | Discofox-Marathon |           |             |                  |                                      |             |                |                                  | Paso Doble       | Paso Doble       | Paso Doble       |
| Sabrina & Erich    | Cha-Cha-Cha      | Cha-Cha-Cha      | Tango           | Salsa          | Contem- porary   | Freestyle (Boys-vs.-Girls-Battle) | Langsamer Walzer | Jive           | Paso Doble | Freestyle (Team Llambi) |                |                   |           |             |                  |                                      |             |                |                                  | Tango            | Tango            | Tango            |
| Ulrike & Robert    | Quickstepp       | Quickstepp       | Rumba           | Tango          | Langsamer Walzer | Freestyle (Boys-vs.-Girls-Battle) | Paso Doble       | Contem- porary |            |                         |                |                   |           |             |                  |                                      |             |                |                                  | Paso Doble       | Paso Doble       | Paso Doble       |
| Kerstin & Regina   | Langsamer Walzer | Langsamer Walzer | Cha-Cha-Cha     | Tango          | Charleston       | Freestyle (Boys-vs.-Girls-Battle) | Salsa            |                |            |                         |                |                   |           |             |                  |                                      |             |                |                                  | Langsamer Walzer | Langsamer Walzer | Langsamer Walzer |
| Thomas & Kathrin   | Wiener Walzer    | Wiener Walzer    | Cha-Cha-Cha     | Jive           | Tango            | Freestyle (Boys-vs.-Girls-Battle) |                  |                |            |                         |                |                   |           |             |                  |                                      |             |                |                                  | Cha-Cha-Cha      | Cha-Cha-Cha      | Cha-Cha-Cha      |
| Lukas & Katja      | Salsa            | Salsa            | Contem- porary  | Quickstepp     |                  |                                   |                  |                |            |                         |                |                   |           |             |                  |                                      |             |                |                                  | Salsa            | Salsa            | Salsa            |
| Özcan & Marta      | Salsa            | Salsa            | Jive            |                |                  |                                   |                  |                |            |                         |                |                   |           |             |                  |                                      |             |                |                                  | Salsa            | Salsa            | Salsa            |
| Jan & Renata       | Langsamer Walzer | Wiener Walzer    |                 |                |                  |                                   |                  |                |            |                         |                |                   |           |             |                  |                                      |             |                |                                  | Wiener Walzer    | Wiener Walzer    | Wiener Walzer    |

Höchste Bewertung00Niedrigste Bewertung00Paar ist ausgeschieden00Nichtbewerteter Finaltanz

## Höchste und niedrigste Bewertung

### Nach Tanz
| Tanz                     | Bester Promi                                                     | Punktzahl | Schlechtester Promi                                                                      | Punktzahl |
| ------------------------ | ---------------------------------------------------------------- | --------- | ---------------------------------------------------------------------------------------- | --------- |
| Bollywood                | Ella Endlich Nazan Eckes                                         | 28        | Ella Endlich Nazan Eckes                                                                 | 28        |
| Cha-Cha-Cha              | Ella Endlich                                                     | 30        | Evelyn Burdecki Sabrina Mockenhaupt Kerstin Ott                                          | 10        |
| Charleston               | Ella Endlich                                                     | 30        | Kerstin Ott                                                                              | 7         |
| Contemporary             | Nazan Eckes Pascal Hens                                          | 30        | Evelyn Burdecki                                                                          | 15        |
| Discofox                 | Barbara Becker                                                   | 10 von 10 | Evelyn Burdecki                                                                          | 1 von 10  |
| Flamenco                 | Benjamin Piwko                                                   | 30        | Pascal Hens                                                                              | 25        |
| Freestyle Boys-vs.-Girls | Thomas Rath Kerstin Ott Pascal Hens Oliver Pocher Benjamin Piwko | 8 von 10  | Nazan Eckes Sabrina Mockenhaupt Barbara Becker Evelyn Burdecki Ulrike Frank Ella Endlich | 5 von 10  |
| Freestyle Jury-Teamtanz  | Ella Endlich Pascal Hens                                         | 20 von 20 | Evelyn Burdecki Oliver Pocher Sabrina Mockenhaupt                                        | 16 von 20 |
| Freestyle                | Benjamin Piwko Ella Endlich Pascal Hens                          | 30        | Evelyn Burdecki                                                                          | 22        |
| Jive                     | Ella Endlich                                                     | 29        | Evelyn Burdecki                                                                          | 10        |
| Langsamer Walzer         | Ulrike Frank                                                     | 28        | Kerstin Ott                                                                              | 12        |
| Paso Doble               | Ella Endlich                                                     | 30        | Evelyn Burdecki                                                                          | 19        |
| Quickstepp               | Ella Endlich Pascal Hens                                         | 30        | Ulrike Frank                                                                             | 14        |
| Rumba                    | Ella Endlich                                                     | 30        | Barbara Becker Evelyn Burdecki                                                           | 18        |
| Salsa                    | Pascal Hens                                                      | 30        | Kerstin Ott                                                                              | 7         |
| Samba                    | Ella Endlich                                                     | 30        | Barbara Becker                                                                           | 17        |
| Slowfox                  | Ella Endlich                                                     | 30        | Evelyn Burdecki                                                                          | 13        |
| Streetdance              | Evelyn Burdecki                                                  | 24        | Barbara Becker                                                                           | 23        |
| Tango                    | Ella Endlich Pascal Hens                                         | 30        | Kerstin Ott                                                                              | 10        |
| Tango Argentino          | Nazan Eckes                                                      | 29        | Pascal Hens                                                                              | 23        |
| Wiener Walzer            | Ella Endlich                                                     | 28        | Jan Hartmann                                                                             | 16        |

Punktezahlen nach drei, zwei oder einer 10-Punkte-Skala der Jury

### Nach Paar
| Tanzpaar           | Höchstbewerteter Tanz                                                               | Punktzahl | Niedrigstbewerteter Tanz | Punktzahl |
| ------------------ | ----------------------------------------------------------------------------------- | --------- | ------------------------ | --------- |
| Barbara & Massimo  | Tango                                                                               | 29        | Quickstepp               | 16        |
| Benjamin & Isabel  | 2× Freestyle Flamenco                                                               | 30        | Jive                     | 12        |
| Ella & Valentin    | 2× Samba Tango Slowfox Charleston Rumba Cha-Cha-Cha Paso Doble Quickstepp Freestyle | 30        | Quickstepp               | 17        |
| Evelyn & Evgeny    | Tango                                                                               | 26        | Cha-Cha-Cha Jive         | 10        |
| Jan & Renata       | Wiener Walzer                                                                       | 16        | Langsamer Walzer         | 13        |
| Kerstin & Regina   | Langsamer Walzer                                                                    | 12        | Charleston Salsa         | 7         |
| Lukas & Katja      | Contemporary                                                                        | 20        | Salsa                    | 15        |
| Nazan & Christian  | Contemporary                                                                        | 30        | Cha-Cha-Cha              | 14        |
| Oliver & Christina | Rumba                                                                               | 21        | Salsa                    | 11        |
| Özcan & Marta      | Salsa                                                                               | 19        | Jive                     | 14        |
| Pascal & Ekaterina | Quickstepp Contemporary Tango Salsa Freestyle                                       | 30        | Wiener Walzer            | 17        |
| Sabrina & Erich    | Langsamer Walzer                                                                    | 19        | Cha-Cha-Cha              | 10        |
| Thomas & Kathrin   | Cha-Cha-Cha Jive Tango                                                              | 23        | Wiener Walzer            | 20        |
| Ulrike & Robert    | Langsamer Walzer                                                                    | 28        | Quickstepp               | 14        |

Punktezahlen nach drei 10-Punkte-Skalen der Jury